# 우저
우저(牛抵, ? ~ ?)는 전한 중기의 관료이다.

## 행적
건원 원년(기원전 140년), 제상에서 어사대부로 승진하였다.

## 출전
- 사마천, 《사기》 권22 한흥이래장상명신연표
- 반고, 《한서》 권19하 백관공경표 下

| 전임 직불의 | 전한의 어사대부 기원전 140년 ~ 기원전 139년? | 후임 조관 |